# Relevanz (Informationswissenschaft)
In der  Informationswissenschaft ist die Frage der Relevanz von Dokumenten ein wichtiger Punkt bei der Informationswiedergewinnung und ein wichtiges Kriterium der Informationsqualität. Es gilt zu unterscheiden zwischen subjektiver Relevanz (Pertinenz), objektiver Relevanz, geschätzter Relevanz und situativer Relevanz.

## Relevanzarten
- Subjektive Relevanz (Pertinenz) ist die „Beziehung zwischen einem Dokument und einem Informationsbedürfnis“[2] einer Person und gibt die subjektiv vom Benutzer empfundene Nützlichkeit des Dokumentes in Bezug auf das Informationsbedürfnis der Person an.
- Objektive Relevanz ist ein Konstrukt, das die Beziehung zwischen einem Informationswunsch und einem vorgeschlagenen Dokument bewertet durch neutrale Beobachter (Fachexpertenrunde) angibt.
- Geschätzte Relevanz (Systemrelevanz) ist ebenfalls eine „Beziehung zwischen einer Anfrage und einem Dokument“,[3] die sich durch Regeln ergibt, mit denen ein EDV-Suchsystem die Bedeutung eines Dokuments für eine Suchanfrage gewichtet (= Relevanzwert).
- Situative Relevanz ist die (tatsächliche) Nützlichkeit des Dokumentes in Bezug auf die Aufgabe, aus der heraus das Informationsbedürfnis entstanden ist.[4]

### Objektive Relevanz eines Dokuments
Ein Dokument ist für eine Suchanfrage (objektiv) relevant, 
- wenn es objektiv zur Vorbereitung einer Entscheidung dient,
- wenn es objektiv eine Wissenslücke schließt,
- wenn es objektiv eine Frühwarnfunktion erfüllt.

Suchmaschinen nutzen Kriterien der Relevanz, um Dokumente bei der Ausgabe zu sortieren („Relevance Ranking“). Es gibt unterschiedliche Verteilungstypen der Relevanz von Dokumenten zu einem Thema, von denen die informetrische (Power Law) und die invers-logistische die wichtigsten sind.